# Lepanthes telipogoniflora
Lepanthes telipogoniflora är en orkidéart som beskrevs av André Schuiteman och A.de Wilde. Lepanthes telipogoniflora ingår i släktet Lepanthes och familjen orkidéer. Inga underarter finns listade i Catalogue of Life.